# 吉野せい賞
吉野せい賞（よしのせいしょう）は、いわき市小名浜出身の作家である吉野せいの文学業績を記念して新人のすぐれた文学作品を顕彰し、もっていわき市の文化の振興に資することを目的に設立された賞。主催は吉野せい賞運営委員会。

## 沿革
せい没年の1977年（昭和52年）、作品『洟をたらした神』が劇団手織座によって演劇化され、せい生誕の地・小名浜で上演、その益金が主催者から市へ寄附され、市はこれを受けて、1978年(昭和53年)4月1日に吉野せいの業績を記念し、「吉野せい賞」を創設。
吉野せい賞の賞金は20万円。受賞作品の一部は総合文化誌「うえいぶ」に掲載され、掲載されない受賞作品は同人誌「風舎」へ掲載される。
創作（小説・童話・戯曲）、文芸評論、ノンフィクション作品を募集。応募資格は、いわき市内在住・在勤･在学者（同市出身者または過去に在住･在勤・在学していた人も可としている）。

## 選考委員
- 第44回（2021年）の選考委員は佐久間典子、鈴木俊之、園部義博、福住一義、吉田隆治[2]。